# يو جينغ
يو جينغ (بالصينية: 于静) هي متزلجة صينية، ولدت في 29 مايو 1985 في هاربن في الصين.

## وصلات خارجية
- يو جينغ على موقع SpeedSkatingBase.eu (الإنجليزية)
- يو جينغ على موقع SpeedSkatingNews.info (الإنجليزية)
- يو جينغ على موقع SpeedSkatingStats.com (الإنجليزية)
- يو جينغ على موقع اللجنة الأولمبية الدولية (الإنجليزية)
- يو جينغ على موقع أوليمبيديا (الإنجليزية)
- يو جينغ على موقع اللجنة الأولمبية الصينية (الإنجليزية)